# Coscinia lavata
Coscinia lavata là một loài bướm đêm thuộc phân họ Arctiinae, họ Erebidae.